# Oppède
Oppède este o comună în departamentul Vaucluse din sud-estul Franței. În 2009 avea o populație de 1.342 de locuitori.

## Evoluția populației
| An        | 1975 | 1982  | 1990  | 1999  | 2006  | 2009  |
| --------- | ---- | ----- | ----- | ----- | ----- | ----- |
| Populație | 907  | 1.015 | 1.127 | 1.226 | 1.311 | 1.342 |